# Sex Machines Museum

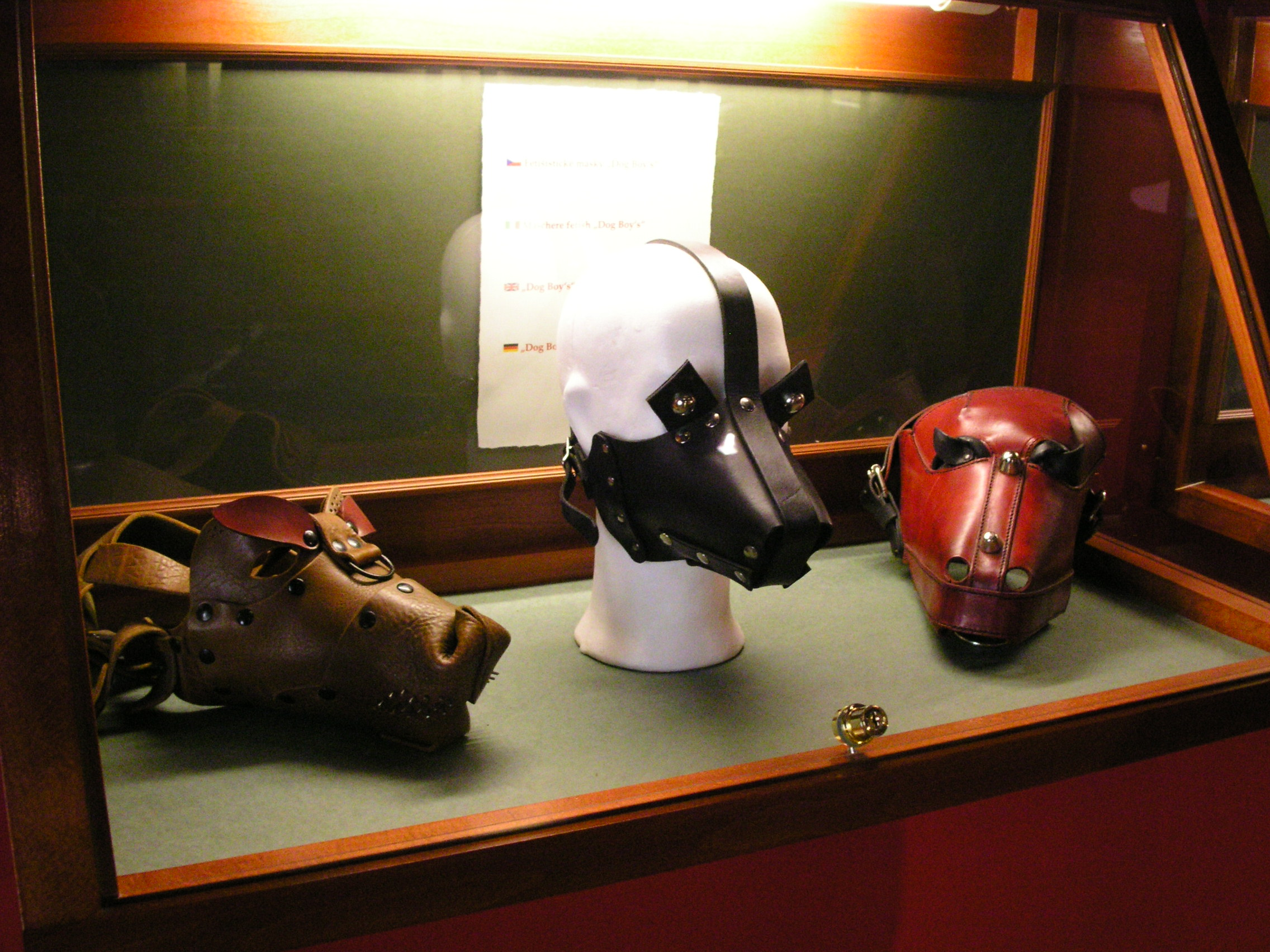
Trois masques BDSM, en exposition au Sex Machines Museum de Prague.

Le Sex Machines Museum est un musée de l'érotisme situé dans la ville de Prague, en République tchèque.

## Historique
Fondé en 2002, il se situe dans le quartier de la place de la Vieille-Ville. Il est consacré exclusivement aux objets et jouets sexuels, et en possède plus de 200.